# Halle de Revel
La halle de Revel est une halle située dans le département de la Haute-Garonne en France commune de Revel.

## Localisation
La halle se situe au centre de la commune de Revel place Philippe-VI-de-Valois et est entourée de couverts.

## Description
La halle est un édifice portée par 79 piliers de chênes et de  39 m de côté, surmonté d'un beffroi de type néo-classique .

## Histoire

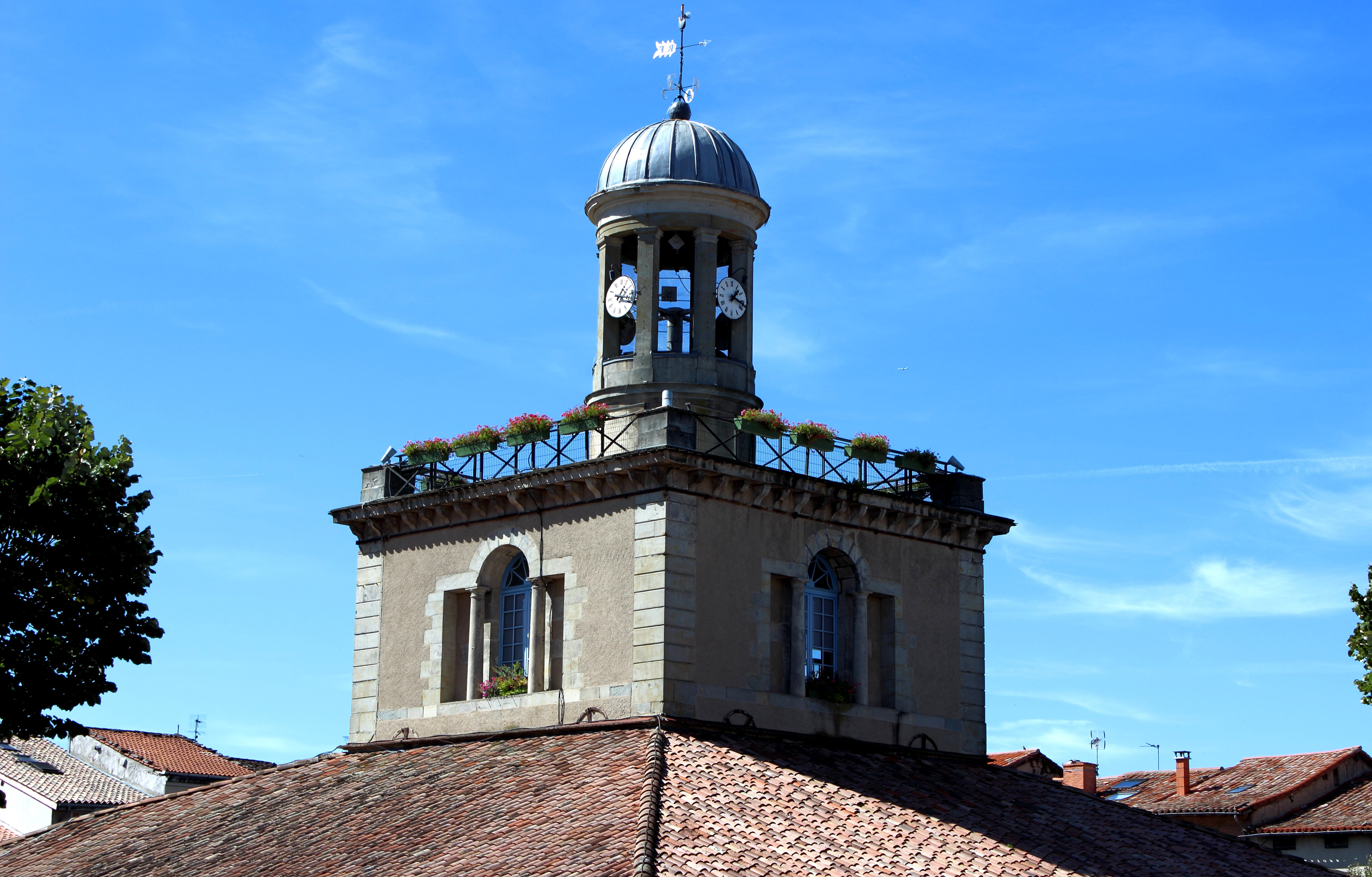
Le beffroi

La halle est construite dans les années 1342 par Philippe VI de Valois. Elle fut reconstruite début 1825 par l'architecte Urbain Vitry.
La halle, est inscrite au titre des monuments historiques par arrêté du 1er août 2006.

## Voir aussi

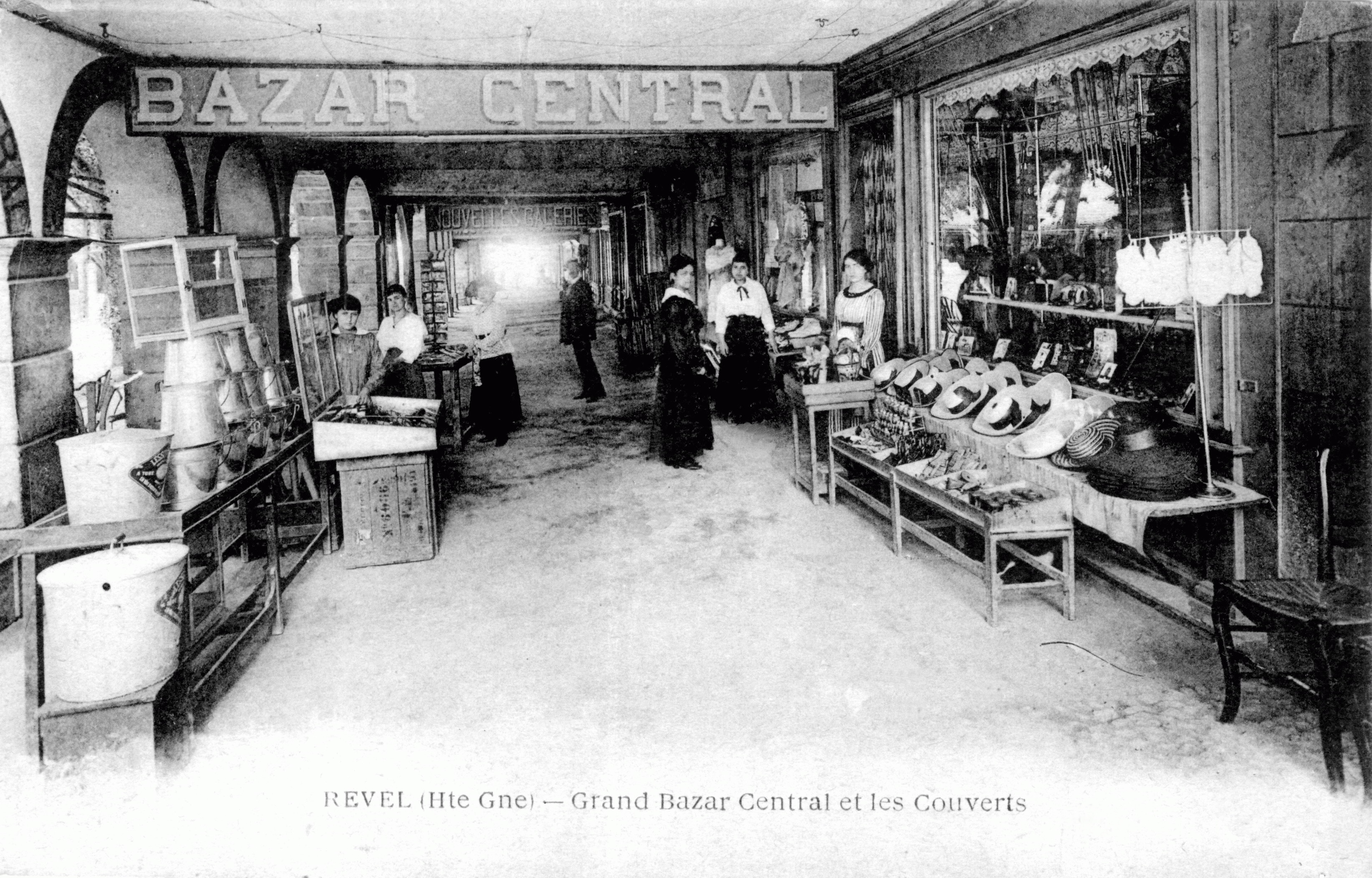
Les garlandes au début du XXe siècle, sous la halle.